# Discografia de Ladies' Code
A discografia de Ladies' Code, um grupo feminino sul-coreano. Consiste em três extended plays, dois CD singles e oito singles. O grupo realizou sua estreia em 7 de março de 2013 com o lançamento do extended play Code 01 Bad Girl

## Extended plays
| Título                | Detalhes do álbum | Melhores posições nas paradas | Vendas        |
| Título                | Detalhes do álbum | KOR                           | Vendas        |
| --------------------- | --- | ----------------------------- | ------------- |
| Code 01 Bad Girl      | - Lançamento: 7 de março de 2013 - Gravadora: Polaris Entertainment - Formatos: CD, download digital                   | 23                            | - KOR: 1.372+ |
| Code 02 Pretty Pretty | - Lançamento: 6 de setembro de 2013 - Gravadora: Polaris Entertainment - Formatos: CD, download digital                | 14                            | - KOR: 2.768+ |
| Stranger              | - Lançamento: 13 de outubro de 2016 - Gravadora: Polaris Entertainment, Universal Music - Format: CD, digital download | 16                            | - KOR: 2,227+ |

### CDsingles
| Título    | Detalhes do álbum | Melhor posição nas paradas | Vendas        |
| Título    | Detalhes do álbum | KOR                        | Vendas        |
| --------- | --- | -------------------------- | ------------- |
| Kiss Kiss | - Lançamento: 7 de agosto de 2014 - Gravadora: Polaris Entertainment, LOEN Entertainment - Formatos: CD, digital download | 4                          | - KOR: 2,701+ |
| Mystery   | - Gravadora: 24 de fevereiro de 2016 - Gravadora: Polaris Entertainment, Universal Music - Formatos: CD, digital download | 14                         | - KOR: 2,992+ |

## Singles
| Título | Ano  | Melhor posição nas paradas | Melhor posição nas paradas | Melhor posição nas paradas | Vendas               | Álbum                 |
| Título | Ano  | KOR                        | KOR Hot 100*               | US World                   | Vendas               | Álbum                 |
| --- | ---- | -------------------------- | -------------------------- | -------------------------- | -------------------- | --------------------- |
| "Code 01 Bad Girl" | 2013 | 34                         | 45                         | —                          | - KOR (DL): 383,265+ | Code#01 Bad Girl      |
| "Hate You" | 2013 | 13                         | 24                         | —                          | - KOR (DL): 134,401+ | Code#02 Pretty Pretty |
| "Pretty Pretty" | 2013 | 16                         | 24                         | —                          | - KOR (DL): 811,176+ | Code#02 Pretty Pretty |
| "So Wonderful" | 2014 | 14                         | 18                         | —                          | - KOR (DL): 392,842+ | Non-album single      |
| "Kiss Kiss" | 2014 | 50                         | —                          | 21                         | - KOR (DL): 130,243+ | Kiss Kiss             |
| "Smile Even If It Hurts" (아파도 웃을래) | 2015 | 18                         | —                          | —                          | - KOR (DL): 124,280+ | Non-album single      |
| "Galaxy" (갤럭시) | 2016 | 36                         | —                          | 9                          | - KOR (DL): 114,590+ | Myst3ry               |
| "The Rain" (더 레인) | 2016 | —                          | —                          | 25                         | - KOR (DL): 27,072+  | Strang3r              |
| *O Billboard K-pop Hot 100 foi descontinuado em julho de 2014. "—" denota lançamentos que não apresentaram gráficos ou não foram divulgados nessa região. |      |                            |                            |                            |                      |                       |

## Outras canções
| Título                                                                                     | Ano  | Melhorposição nas paradas | Melhorposição nas paradas | Vendas               | Álbum                 |
| Título                                                                                     | Ano  | KOR                       | US World                  | Vendas               | Álbum                 |
| ------------------------------------------------------------------------------------------ | ---- | ------------------------- | ------------------------- | -------------------- | --------------------- |
| "I'm Fine Thank You" (아임 파인 땡큐)                                                      | 2014 | 3                         | 6                         | - KOR (DL): 481,766+ | Code 02 Pretty Pretty |
| "My Flower" (마이 플라워)                                                                  | 2016 | —                         | 15                        |                      | Mystery               |
| "Chaconne" (샤콘느)                                                                        | 2016 | —                         | 17                        |                      | Mystery               |
| "—" denota lançamentos que não apresentaram gráficos ou não foram divulgados nessa região. |      |                           |                           |                      |                       |

## Trilhas sonoras
| Título                             | Ano  | Melhor posição nas paradas | Melhor posição nas paradas | Álbum                                        |
| Título                             | Ano  | KOR                        | KOR Hot 100                | Álbum                                        |
| ---------------------------------- | ---- | -------------------------- | -------------------------- | -------------------------------------------- |
| "Make Me Go Crazy" (미치게 훅가게) | 2014 | 59                         | 43                         | Flower Grandpa Investitation Unit OST Part 1 |

## Colaborações
| Título                    | Ano  | Álbum                                                    | Faixa |
| ------------------------- | ---- | -------------------------------------------------------- | ----- |
| "Butterfly" (버터플라이)  | 2017 | Immortal Song 2: Singing The Legend (2017 Songs of Hope) | 4     |
| "All That Time" (그럴 땐) | 2017 | Sing For You – Fourth Story Take Care Of Your Family     | 1     |

## Videoclipes
| Título                        | Ano  | Diretor(es)    |
| ----------------------------- | ---- | -------------- |
| "Bad Girl"                    | 2013 | Song Won-Young |
| "I'm Not Crying"              | 2013 | —              |
| "Hate You"                    | 2013 | Digipedi       |
| "Pretty Pretty"               | 2013 | Digipedi       |
| "So Wonderful"                | 2014 | Kim Zero       |
| "Kiss Kiss"                   | 2014 | Digipedi       |
| "I'm Fine Thank You"          | 2014 | —              |
| "I'll Smile Even If It Hurts" | 2015 | —              |
| "Galaxy"                      | 2016 | Jo Beom-jin    |
| "The Rain"                    | 2016 | Digipedi       |